# سیارک ۱۷۰۲۵
سیارک ۱۷۰۲۵ (به انگلیسی: 17025 Pilachowski، نامگذاری:1999ES5) هفده هزار و بیست و پنجمین سیارک کشف شده‌است که در ۱۳ مارس ۱۹۹۹ کشف شد.
قدر مطلق سیارک برابر ۱۹.۵ است.